# Chór Młodzieżowego Domu Kultury w Białymstoku
Chór Młodzieżowego Domu Kultury w Białymstoku pod kierunkiem Barbary Kornackiej działa od 1999 roku. W chórze śpiewają uczniowie wielu białostockich szkół (w przedziale wiekowym od 12 do 21 lat).
Repertuar chóru jest bardzo zróżnicowany. Obejmuje utwory z różnych epok - od renesansu do współczesności; utwory świeckie i religijne; muzykę ludową we współczesnych opracowaniach, fragmenty oper, musicali, negro spirituals. Chór często koncertuje w Białymstoku i w regionie, uświetniając wiele imprez kulturalno-oświatowych. Występował także w Warszawie, Bydgoszczy i na Litwie. Nagrania chóru były odtwarzane w audycjach Polskiego Radia Białystok i Radia Akadera.
Podczas swojej działalności Chór Młodzieżowego domu kultury w Białymstoku wielokrotnie był wyróżniany i w wielu konkursach zdobywał tytuł laureata.

## Osiągnięcia
Podczas swojej działalności chór brał udział między innymi w:
- Ogólnopolski Konkurs Chórów A Cappella Dzieci i Młodzieży w Bydgoszczy (w 2001, 2006 i 2007 roku) - nagroda "Złoty Kamerton" oraz nagroda Polskiego Radia Pomorza i Kujaw w 2006 roku
- Wojewódzki Przegląd Chórów Szkolnych "Święto Pieśni" w Białymstoku (w 2001, 2006, 2007 i 2008 roku) - tytuł laureata
- Konkurs Moniuszkowski "Pieśń Wieczorna" (w 2001, 2005 i 2006) - tytuł laureata
- Wojewódzki Przegląd Zespołów Muzyki Dawnej "Schola Cantorum" (w 2001 r.) - tytuł laureata
- XXIV Ogólnopolski Festiwal Zespołów Muzyki Dawnej „Schola Cantorum” w Kaliszu w 2002 r. - Dyplom - Nagrody
- II Warszawski Międzynarodowy Festiwal Chóralny (w 2006 r.) - wyróżnienie
- Międzynarodowy Konkurs Chóralny w Kłajpedzie na Litwie (w 2007 r.)